# Zagreb distrikt
Zagreb distrikt (kroatisk:Zagrebačka županija) er et distrikt i Kroatien, der ligger ved floden Sava. Distriktet ligger i regionen Centralkroatien og omkranser landets hovedstad Zagreb, men omfatter ikke selve byen som er et selvstændigt distrikt.  Det ligger centralt i Centralkroatien, og grænser til nabolandet Slovenien i nordvest. Mod nord grænser det til distrikterne Krapina-Zagorje, Varaždin og Koprivnica-Križevci, i øst til Bjelovar-Bilogora , i syd til Sisak-Moslavina og i sydvest til Karlovac. De største byer er Velika Gorica, Samobor og Zaprešić.

## Byer og kommuner
Distriktet er administrativ inddelt i 9 byer og 25 kommuner. Indbyggertal i nedenstående lister er fra folketællingen i 2001.

### Byer
| By                | Indbyggertal |
| ----------------- | ------------ |
| Dugo Selo         | 14.300       |
| Ivanić-Grad       | 14.723       |
| Jastrebarsko      | 16.689       |
| Samobor           | 36.206       |
| Sveta Nedelja     | 15.506       |
| Sveti Ivan Zelina | 16.268       |
| Velika Gorica     | 63.517       |
| Vrbovec           | 14.658       |
| Zaprešić          | 23.125       |

### Kommuner
| Kommune        | Indb.  |
| -------------- | ------ |
| Bedenica       | 1.522  |
| Bistra         | 6.098  |
| Brckovljani    | 6.816  |
| Brdovec        | 10.287 |
| Dubrava        | 5.478  |
| Dubravica      | 1.586  |
| Farkaševac     | 2.102  |
| Gradec         | 3.920  |
| Jakovlje       | 3.952  |
| Klinča Sela    | 4.927  |
| Kloštar Ivanić | 6.038  |
| Krašić         | 3.199  |
| Kravarsko      | 1.983  |
| Križ           | 7.406  |
| Luka           | 1.419  |
| Marija Gorica  | 2.089  |
| Orle           | 2.145  |
| Pisarovina     | 3.697  |
| Pokupsko       | 2.492  |
| Preseka        | 1.670  |
| Pušća          | 2.484  |
| Rakovec        | 1.350  |
| Rugvica        | 7.608  |
| Stupnik        | 3.251  |
| Žumberak       | 1.185  |